# Konsta Jylhä

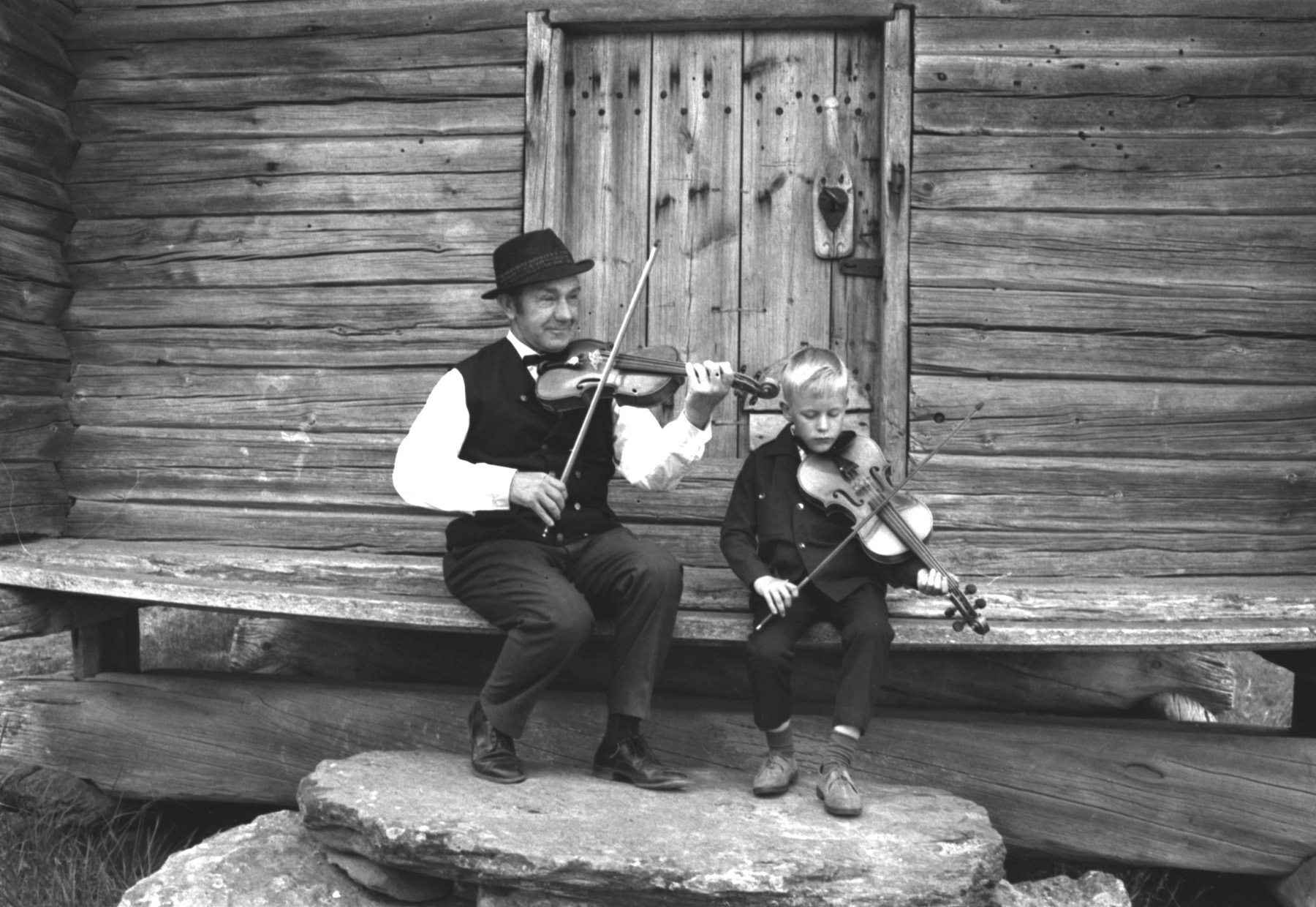
Konsta Jylhä 1975.

Konsta Viljami Jylhä, född 14 augusti 1910 i Kaustby, död 13 september 1984 i Vetil, var en finländsk fiolspelman.
Jylhä tillhörde en känd spelmanssläkt och framträdde från mitten av 1940-talet inom folkmusikensemblen Kaustisen purppuripelimannit. Han var även verksam som kompositör. Han blev känd i samband med folkmusikfestivalerna i Kaustby kring 1970, då han blev en centralgestalt för den finländska folkmusikvågen. Han tilldelades hederstiteln mästerspelman 1969 och blev director musices 1971. År 1978 erhöll han Pro Finlandia-medaljen.

### Uppslagsverk
- ”Jylhä, Konsta”. Biografiskt lexikon för Finland. Helsingfors: Svenska litteratursällskapet i Finland. 2008–2011. URN:NBN:fi:sls-4244-1416928956850
- Jylhä, Konsta i Uppslagsverket Finland (webbupplaga, 2012). CC-BY-SA 4.0